# سسطلان
سسطلان، روستایی از توابع بخش مرکزی شهرستان فومن در استان گیلان ایران است. نام این روستا از دوران قدیم بر این روستا نهاده شده است که از سه آبگیر بزرگ که در روستا وجود داشته گرفته شده است. نام سسطلان ریشه از کلمه «سه سل» (به معنی سه آبگیر بزرگ) دارد.

## جمعیت
این روستا در دهستان گوراب پس قرار دارد و براساس سرشماری مرکز آمار ایران [[سرشماری عمومی نفوس و مسکن در سال 1395جمعیت آن حدود 300نفر (120خانوار) بوده‌است.